# Loko Abaya
Pour les articles homonymes, voir Abaya (homonymie).
Loko Abaya (ou Loko Abeya,,) est un woreda de la région Sidama, en Éthiopie. Avant sa régionalisation en 2020, la zone Sidama faisait partie de la région des nations, nationalités et peuples du Sud. Situé dans la vallée du Grand Rift, Loko Abaya est bordée au sud par la région Oromia, au sud-ouest par le lac Abaya, à l'ouest par la zone Wolayita, au nord par Boricha, au nord-est par Dale, à l'est par Shebedino, et au sud-est par Chuko. Loko Abaya s'est détaché du woreda Dale avant le recensement national de 2007.

## Données démographiques
D'après le recensement de 2007 mené par l'agence centrale de statistique, ce woreda compte une population totale de 99 233 habitants dont 1 059 citadins, soit 1 % de sa population. Environ 88 % des habitants sont protestants, 4 % sont catholiques, 3 % sont de religions traditionnelles africaines et 2 % sont musulmans.
En 2022, la population du woreda est estimée à 130 539 personnes avec une densité de population de 149 personnes par km2 et 878 km2 de superficie,.

## Agglomérations
Hanitate, ou Hantate, qui a 1 059 habitants en 2007 est la seule agglomération recensée dans le woreda.
Elle se trouve une vingtaine de kilomètres au sud-ouest d'Yirgalem sur la route reliant Sodo à Dila.